# Hendrik Engel
Hendrik „Henk“ Engel (* 20. Februar 1898 in Koog aan de Zaan, Niederlande; † 12. April 1981 in Almen, Niederlande) war ein niederländischer Zoologe und Museumsdirektor.

## Leben
Engel erhielt seine schulische Ausbildung an der Hogereburgerschool (H.B.S.) in Zaandam, wo er unter der Anleitung von Koenraad Kuiper Naturgeschichte studierte. Nach dem Abschluss absolvierte er zusätzliche Prüfungen in den klassischen Sprachen Latein und Griechisch. Im Jahr 1917 wurde er zum Militärdienst einberufen und diente als Fähnrich im Ersten Weltkrieg bis zum Waffenstillstand am 11. November 1918. Anschließend immatrikulierte er sich für ein Biologiestudium an der Universiteit van Amsterdam. Dort nahm er an Vorlesungen in Botanik bei Theodoor Jan Stomps und Eduardus Clementius Verschaffelt, in Zoologie bei Carel Philip Sluiter, Max Wilhelm Carl Weber und Johannes C. H. de Meijere sowie in Geologie bei Eugene Dubois teil.
Die Kandidaturprüfung legte Engel im Jahr 1921 ab, gefolgt von der Promotion im Jahr 1924, in den Disziplinen Zoologie, Genetik und Philosophie. Am 9. Juli 1925 wurde ihm der Doktortitel für seine Dissertation über westindische Hinterkiemerschnecken verliehen, wobei Carel Philip Sluiter als sein Doktorvater fungierte.
Im Jahr 1922 wurde Engel Assistent am Zoölogisch Museum Amsterdam, das zu der Zeit von Lieven Ferdinand de Beaufort geleitet wurde. Er widmete sich der Erforschung von Meerestieren, die er gemeinsam mit Jan Metzelaar, einem Dozenten an der Fischereischule in IJmuiden, 1921 während einer Schleppnetzfahrt in den Gewässern um Island gesammelt hatte. Die Hauptforschungsobjekte umfassten Stachelhäuter und Hinterkiemerschnecken, während Engel gleichzeitig verschiedene administrative Aufgaben im Museum wahrnehmen musste, da das wissenschaftliche Personal zu jener Zeit begrenzt war.
Zwischen 1923 und 1926 fanden umfassende Renovierungsarbeiten an den Museumsgebäuden statt, die das gesamte Personal dazu zwangen, vorübergehend in andere Räumlichkeiten umzuziehen; auch die Sammlungen und die Bibliothek mussten umgelagert werden. Neben seinen Tätigkeiten im Museum unterrichtete Engel Biologie an einem Gymnasium. 1926 wurde er zum ordentlichen Kustos ernannt. Seine 1927 geschlossene Ehe mit Hilda Geertruida Faber endete 1931 durch ihren frühen Tod; das Paar hatte eine Tochter. Im Jahr 1933 heiratete er Henriétte Heléne Ottilie Nilant, mit der er drei Söhne hatte. 1942 starb auch seine zweite Frau.
In den Jahren vor und während des Zweiten Weltkriegs lag der Schwerpunkt der wissenschaftlichen Forschung auf der Untersuchung von Stachelhäutern (Echinoderma) und Hinterkiemerschnecken (Opisthobranchia). Engel leistete bedeutende Pionierarbeit in der Anatomie und Klassifikation der Stachelhäuter, die in mehreren Publikationen ihren Ausdruck fand. Im Jahr 1932 erschien ein umfassender Band über Stachelhäuter in der Serie Fauna van Nederland. Die Ergebnisse von Expeditionen, die Kronprinz Leopold von Belgien und Prinzessin Astrid in Niederländisch-Indien unternahmen, wurden in den Jahren 1933 und 1938 in den Mémoires Musée Royal d’Histoire Naturelle de Belgique, Hors Série veröffentlicht, wofür Engel mit einer Medaille ausgezeichnet wurde. Des Weiteren publizierte er 1941 eine Untersuchung über tertiäre und quartäre Stachelhäuter, die aus Brunnenbohrungen in den Niederlanden gewonnen wurden. Nach Abschluss seiner Doktorarbeit erschien 1927 eine zweite Studie über westindische Hinterkiemerschnecken.
Im Jahr 1936 wurde eine Übersicht über die Nacktschnecken der Niederlande in der Reihe Fauna van Nederland veröffentlicht. In der Fachzeitschrift Temminckia erschien ein Artikel, der sich mit der Nomenklatur der Gattungen Tethys und Dolabella auseinandersetzte. 1942 folgte in den Zoologische Mededelingen van het Rijksmuseum van Natuurlijke Historie in Leiden eine Untersuchung zur Taxonomie der Gattung Dolabella. Engel legte großen Wert auf wissenschaftliche Präzision und veröffentlichte seine Arbeiten erst, wenn alle relevanten Aspekte umfassend geklärt waren, was gelegentlich zu Verzögerungen führte. Zudem war er ein talentierter Zeichner und ergänzte seine Publikationen mit eigens angefertigten Abbildungen. Neben seinen zoologischen Forschungen beschäftigte sich Engel auch mit der Geschichte der Zoologie. Dabei verfasste er 1936 in den Svenska Linné-Sällskapets Årsskrift eine Studie über Linnés’ Reise von Hamburg nach Amsterdam und 1937 eine Untersuchung über das Leben von Albert Seba, die ebenfalls in derselben Zeitschrift erschien.
Im Jahr 1938, anlässlich des hundertjährigen Jubiläums des Amsterdamer Zoologischen Gartens Natura Artis Magistra, verfasste Engel eine alphabetische Liste der zoologischen Sammlungen und Menagerien in den Niederlanden. Diese wurde 1939 in den Bijdragen tot de Dierkunde veröffentlicht. Engagiert durch den wiederholten Kontakt mit historischen Sammlern und Wissenschaftlern, die maßgeblich zur Entwicklung zoologischer Institutionen beigetragen haben, zeigte Engel ein starkes Interesse an deren Biografien. Des Weiteren begleitete er unter der Leitung von de Beaufort im Jahr 1936 eine Gruppe von Studenten der Universiteit van Amsterdam auf einer zoologischen Exkursion zur Kurischen Nehrung im Deutschen Reich.
Im Jahr 1938 unternahm der Engel eine Reise nach Südafrika, begleitet von einer Gruppe niederländischer Biologen, um dort wissenschaftliche Institute zu besuchen und die örtliche Fauna zu erforschen. 1939 arbeitete er für einige Wochen an der Zoologischen Station Neapel, wo er die Meeresfauna des Mittelmeeres untersuchte. Der Zweite Weltkrieg führte zu einer Unterbrechung der meisten internationalen wissenschaftlichen Aktivitäten; dennoch setzten die Forschungsarbeiten im Amsterdamer Naturkundemuseum fort, soweit es die sich verschlechternden Bedingungen erlaubten. Die altmodischen Museumsbauten waren weitgehend vor einer Besetzung durch die deutsche Wehrmacht geschützt. Trotz der relativen Unversehrtheit Amsterdams während der Luftangriffe war die Situation für junge Männer zeitweise gefährlich, weshalb Engel sich gelegentlich verstecken musste.
Im Jahr 1946, kurz nach dem Zweiten Weltkrieg, heiratete er Maria Sara Johanna Ledeboer, eine Pflanzenpathologin mit beruflicher Tätigkeit in Südafrika. In dieser Phase erlebte Engels wissenschaftliche Tätigkeit im Museumsbereich einen signifikanten Aufschwung in den drei etablierten Disziplinen der Stachelhäuter, Hinterkiemerschnecken und Zoologische Geschichte, ergänzt durch das neue Forschung über die Egel (Hirudinea). Unter seinen Veröffentlichungen finden sich unter anderem eine Studie zur Gattung Mithrodia, die in den Zoologischen Verhandelingen van het Rijksmuseum van Natuurlijke Historie in Leiden veröffentlicht wurde. Im Jahr 1957 publizierte er gemeinsam mit Nellie Barbara Eales in der Fachzeitschrift Beaufortia über die zur Untergattung Tullia gehörenden Aplysia-Arten. Zudem verfasste er in Zusammenarbeit mit zwei seiner Studenten Arbeiten über Hinterkiemerschnecken aus Israel und die Sinai-Halbinsel (1962) sowie über Glossodoris quadricolor (1964). Neben mehreren kleineren Abhandlungen über Blutegel veröffentlichte er 1960, zusammen mit Theodorus Gerardus Nicolaas Dresscher und Abraham Middelhoek, eine umfassende Monografie über die Egel der Niederlande.
Einige bedeutende Arbeiten zur Geschichte der Zoologie wurden von Engel in den Publikationen Archivalia betreffende de familie Swammerdam (1947) und Linnaeus in Holland (1957) veröffentlicht. Letztere erschien im Rahmen eines Gedenkbandes zum 250. Geburtstag von Carl von Linné und wurde vom Direktor des Rijksherbarium in Leiden, Herman Johannes Lam, als Beitrag Engels zur Expertise über Linné in den Niederlanden vorgestellt. Im Jahr 1948 erhielt Engel die venia legendi als Privatdozent und hielt zu diesem Anlass einen Vortrag mit dem Titel Über die Geschichte der Zoologie. 1950 übernahm er die Position des außerordentlichen Professors für Geographie und ausgewählte Themen der Zoologie sowie die Direktion des Zoölogisch Museum Amsterdam, nachdem er die Nachfolge von de Beaufort angetreten hatte. Im Jahr 1961 wurde er zum ordentlichen Professor befördert.
Engels Lehrveranstaltungen umfassten systematische Zoologie, Zoogeographie sowie die Geschichte der Zoologie. Neben seinen universitären Verpflichtungen war er in verschiedenen wissenschaftlichen Gremien aktiv. Zu den bedeutendsten Tätigkeiten zählten seine Mitgliedschaften im Vorstand des Amsterdamer Zoos, als Kurator der Artis-Bibliothek, im Komitee für die Neuauflage der Leeuwenhoek-Schriften, im Biologischen Rat der Niederlande, im städtischen Komitee für lokale Geschichte und Naturgeschichte (Heemkennis) von Amsterdam sowie als Präsident des staatlichen Beirats für naturhistorische Museen in den Niederlanden.
Engel förderte auch sehr die jährlichen Exkursionen von Gruppen von bis zu 30 Studenten zu einer der wichtigsten meeresbiologischen Stationen im Ausland: Ambleteuse, Roscoff, Banyuls und Bangor. Ab 1950 gab es zahlreiche Verbesserungen in den Gebäuden, der technischen Ausstattung, der Erweiterung der Bibliothek, der Einstellung von wissenschaftlichem, künstlerischem, administrativem und technischem Personal und der Herausgabe der Museumszeitschrift Beaufortia, die auf Engels Initiative hin ins Leben gerufen wurde.
In den ersten Jahren seiner Tätigkeit als Direktor des Museums unterrichtete Engel Bibliotheksassistenten in der Amsterdamer Stadtbibliothek über alte und zeitgenössische Literatur zur Biologie.
1961 veröffentlichte Engel einen Hinweis auf ein Dokument, das lange Zeit verschollen war: The sale catalogue of the cabinets of natural history of Albertus Seba (1752). 1960 veröffentlichte er mit seiner Frau eine Hommage an Charles Darwin anlässlich des hundertsten Jahrestages des Werks The Origin of Species. Im Jahr 1964 kommentierten er und seine Frau die erste im Jahr 1735 erschienene Ausgabe des Werks Systema Naturæ von Linnaeus und gaben es neu heraus. Durch seine wissenschaftlichen und populärwissenschaftlichen Veröffentlichungen sowie durch seine akademischen und gesellschaftlichen Funktionen trug Engel in hohem Maße zu den grundlegenden und philosophischen Aspekten der Wissenschaft und zur Verbreitung dieses Wissens in einem breiten Kreis von Interessierten bei. Engel gehörte den Freimaurern an. Ab 1954 war er Großkomtur des niederländischen Bundes der gemischtgeschlechtlichen Freimaurerloge Le Droit Humain.
Engel veröffentlichte zwischen 1922 und 1976 zahlreiche Arbeiten zu rezenten und fossilen Stachelhäutern. Ein zentrales Forschungsthema wurde die Geschichte der Biologie, wobei die erste Publikation in diesem Bereich 1932 und die letzte 1980, sechs Monate vor seinem Tod, erschien. Die Malakologie betrieb er von vor 1925 bis 1964 und verfasste in diesem Zusammenhang 45 wissenschaftliche Beiträge.
Seine Arbeiten über die allgemeine Malakologie bestehen aus Artikeln, die für vier Enzyklopädien (zwischen 1925 und 1955) geschrieben wurden, und einem Kapitel über Weichtiere (1938). Die Geschichte der Malakologie umfasst Biografien einiger Malakologen, Studien über Muschelschränke, alte Bücher und Zeichnungen und eine Abhandlung über die erste malakologische Gesellschaft des 18. Jahrhunderts (1937). Engels bedeutendste Leistung für die Malakologie ist seine Arbeit über Hinterkiemerschnecken. Neben zahlreichen Studien zur Taxonomie schrieb er über Nomenklatur, Zoogeographie und niederländische Faunistik. Meistens veröffentlichte er als Soloautor, zweimal zusammen mit seiner britischen Kollegin Nellie B. Eales, mehrmals mit niederländischen Malakologen und die letzten Artikel mit Studenten. In der Systematik veröffentlichte Engel hauptsächlich Revisionen. Er beschrieb auch neue Taxa, darunter die Untergattung Pruvotaplysia, neun neue Arten und zwei Unterarten, und schuf drei neue Namen für homonyme Arten. Einige seiner neuen Arten hat er später selbst auf Synonyme reduziert.

## Dedikationsnamen
Zwei Gattungen wurden nach Hendrik Engel benannt: Engeliella (aus der Klasse der Seegurken) sowie die 1968 von Alexei Nikolajewitsch Djakonow aufgestellte Mottengattung Engelana. Zudem existieren mehrere Arten mit den Epitheta engeli oder angelicus, die sich auf Hendrik Engel beziehen, darunter die Nacktschneckenart Flabellina engeli du Bois-Reymond Marcus & Marcus sowie die Krebstierart Halicarcinus angelicus Holthuis.